# Chúa ơi, hãy giúp con sống sót trong tình yêu chết chóc này
Chúa ơi, hãy giúp con sống sót trong tình yêu chết chóc này (tiếng Nga: «Го́споди! Помоги́ мне вы́жить среди́ э́той сме́ртной любви́», đã Latinh hoá: Góspodi! Pomogí mne výzhit' sredí étoy smértnoy lyubví; tiếng Đức: Mein Gott, hilf mir, diese tödliche Liebe zu überleben), đôi khi được gọi là Nụ hôn bằng hữu (tiếng Đức: Bruderkuss), là một bức tranh graffiti của họa sĩ Dmitri Vrubel ở phía đông của Bức tường Berlin. Được vẽ vào năm 1990, nó đã trở thành một trong những tác phẩm nghệ thuật graffiti nổi tiếng nhất trên Bức tường Berlin. Bức tranh mô tả hai nhà lãnh đạo Liên Xô Leonid Brezhnev và Đông Đức Erich Honecker trong một nụ hôn anh em xã hội chủ nghĩa, dựa một bức ảnh chụp năm 1979 trong lễ kỷ niệm 30 năm thành lập nước Cộng hòa Dân chủ Đức.

## Bức ảnh
Régis Bossu đã chụp bức ảnh này khi nhà lãnh đạo Erich Honecker và Leonid Brezhnev trao nhau nụ hôn ở Đông Berlin vào ngày 7 tháng 10 năm 1979. Nó đã được xuất bản lại rộng rãi. Brezhnev đã đến thăm Đông Đức vào thời điểm đó để tham dự chuỗi kỷ niệm ngày thành lập quốc gia này. Trước đó, vào ngày 5 tháng 10, Đông Đức và Liên Xô đã ký thỏa thuận mười năm hỗ trợ lẫn nhau, theo đó Đông Đức sẽ cung cấp tàu, máy móc và thiết bị hóa học cho Liên Xô; trong khi đó Liên Xô sẽ cung cấp nhiên liệu và thiết bị hạt nhân cho Đông Đức.
Hiện tại, bản quyền bức ảnh thuộc sở hữu của Corbis Corporation.

## Bức tranh
Vrubel đã tạo ra bức tranh vào năm 1990 ở phía đông của Bức tường Berlin. Cho đến khi Bức tường Berlin sụp đổ năm 1989, nghệ thuật graffiti trên Bức tường Berlin chỉ tồn tại ở phía tây bức tường. Vrubel đã cố gắng xin phép vẽ ở phía đông, nhưng Bộ Quốc phòng Đông Đức từ chối trách nhiệm đối với Bức tường. Thay vào đó, anh tìm thấy một "cô gái Scotland" bán "giấy phép" để vẽ trên Bức tường Berlin, và anh đã ký một thỏa thuận, trong đó từ bỏ tất cả các quyền của mình đối với bức tranh.
Cùng với các bức tranh tường khác, bức tranh tiếp tục được trưng bày sau khi bức tường bị gỡ xuống, nhưng sự phá hoại và điều kiện không khí dần dần dẫn đến sự xuống cấp của nó. Vào tháng 3 năm 2009, bức tranh này, cũng như những bức khác, đã bị xóa bỏ khỏi bức tường để cho phép các nghệ sĩ ban đầu sơn lại chúng bằng sơn bền hơn. Vrubel được giao nhiệm vụ sơn lại tác phẩm, quyên góp khoản phí 3000 euro mà anh được trả cho một dự án nghệ thuật xã hội ở Marzahn.
Về kiểu dáng, có những khác biệt nhỏ giữa tranh tường năm 1990 và bản làm lại năm 2009, và Vrubel đã thừa nhận anh ta phạm lỗi kỹ thuật trên tác phẩm gốc do thiếu kinh nghiệm với phương pháp này. Tuy nhiên, thông điệp chính vẫn không thay đổi, bất chấp những nghi ngờ của các họa sĩ rằng người dân Berlin sẽ cảm nhận nó theo cách khác hoặc "tệ hơn". Sự khác biệt chính giữa "Nụ hôn" thứ nhất và thứ hai là việc sử dụng các đường kẻ và màu sắc, được cải tiến trong phiên bản 2009 cho nó một diện mạo chân thực hơn.
Nhiếp ảnh gia Bossu và Vrubel đã gặp nhau vào năm 2009 và họ chụp ảnh cùng nhau vào ngày 16 tháng 6 với bản sao lại các tác phẩm của họ.

## Phê bình và chấp nhận
Chúa ơi, hãy giúp con sống sót trong tình yêu chết chóc này đã trở thành một trong những tác phẩm nghệ thuật graffiti nổi tiếng nhất trên Bức tường Berlin. Theo Anthony Read và David Fisher, bức tranh "đặc biệt nổi bật, với nét sắc sảo, châm biếm". Tuy nhiên, nó cũng bị chỉ trích rộng rãi về sáng tạo như một bản tái tạo đơn giản của bức ảnh đã truyền cảm hứng cho nó.
Trong một cuộc phỏng vấn năm 2014, họa sĩ giải thích cả vị trí và các nhân vật đều có ý nghĩa như thế nào đối với bức tranh: "Trong bức tranh này, có một người Đức và một người Nga, và Bức tường Berlin nói về cùng một điều nhưng ngược lại: ở đây [trong bức tranh], có tình yêu trọn vẹn, trong khi Bức tường Berlin ngăn cách hai thế giới - đó là một sự phù hợp hoàn hảo." Anh ấy muốn tạo ra một nhân tố "bất ngờ", điều mà anh ấy chắc chắn đã làm. Tuy nhiên, anh không mong đợi sự thành công của nó.
Các tác phẩm phái sinh nổi bật bao gồm Make Everything Great Again, một bức tranh tường ở Litva năm 2016 miêu tả Tổng thống Nga Vladimir Putin và Tổng thống Hoa Kỳ Donald Trump trong một tư thế tương tự, và một bức tranh tường năm 2016 tại Bristol mô tả Donald Trump và các nhà vận động Brexit và Thủ tướng tương lai của nước Anh, ông Boris Johnson.